# Le Melon entamé
Le Melon entamé est un tableau réalisé en 1760 par le peintre français Jean Siméon Chardin.  Cette peinture à l'huile sur toile de format ovale est une nature morte qui représente un dessus de table où deux bouteilles et un pichet entourent un melon tranché, quelques pêches, des prunes et deux poires.
Exposée au Salon de peinture et de sculpture, à Paris, en 1761, l'œuvre appartient alors à l'orfèvre du roi Jacques Roëttiers de la Tour, tout comme son pendant Le Bocal d'abricots. Conservée dans une collection privée française, elle est présentée à la vente chez Christie's le 12 juin 2024 et est alors adjugée à un collectionneur européen pour 26,73 millions d'euros frais compris, ce qui constitue un nouveau record pour l'artiste. L'œuvre intègre peu après les collection du musée d'Art Kimbell, à Fort Worth, au Texas, dans le Sud des États-Unis. Une réplique de 1763 appelée Melon, Poires, Pêches et Prunes se trouve au musée du Louvre, à Paris.

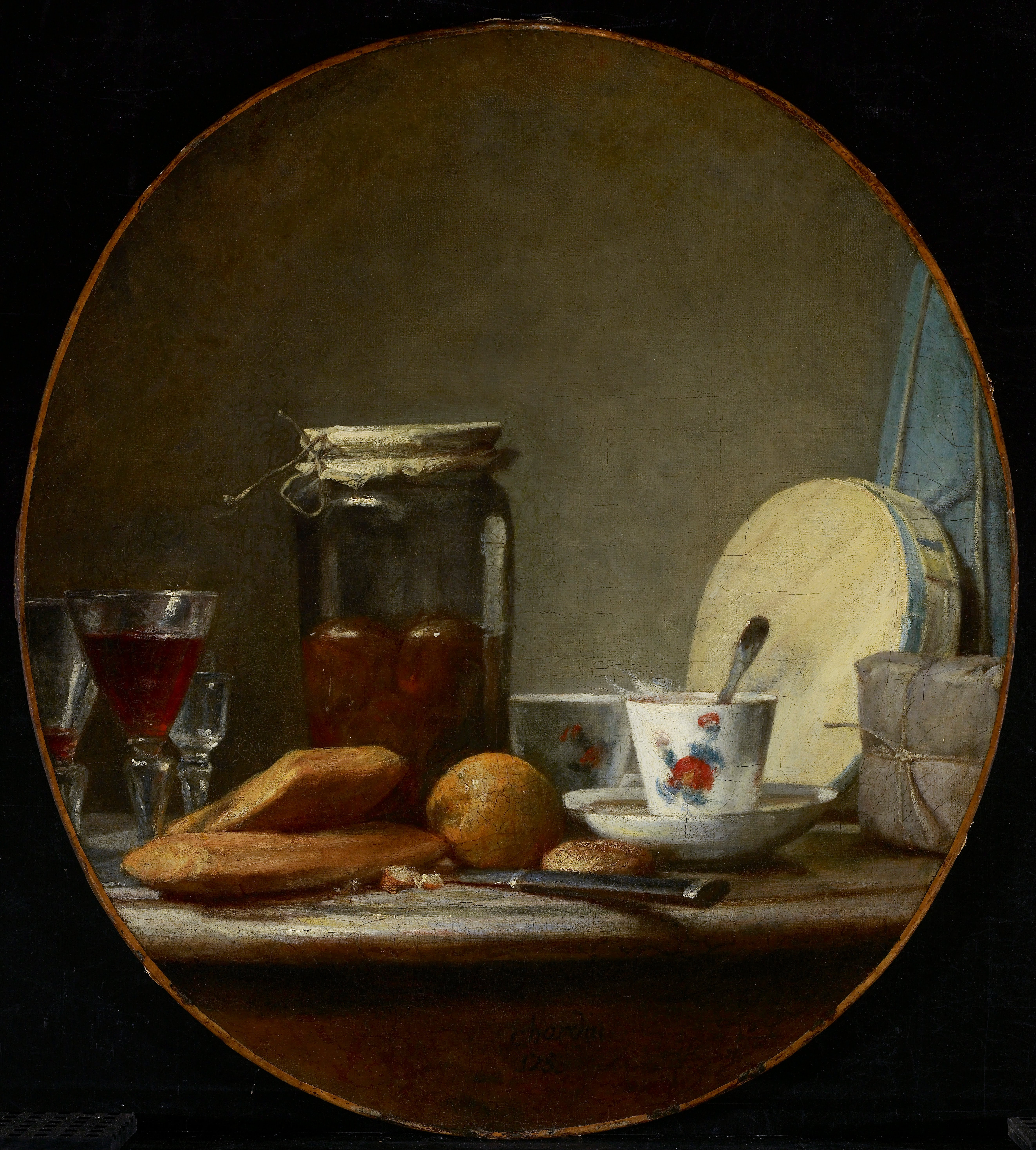
Le Bocal d'abricots, 1758 – Musée des beaux-arts de l'Ontario, Toronto.
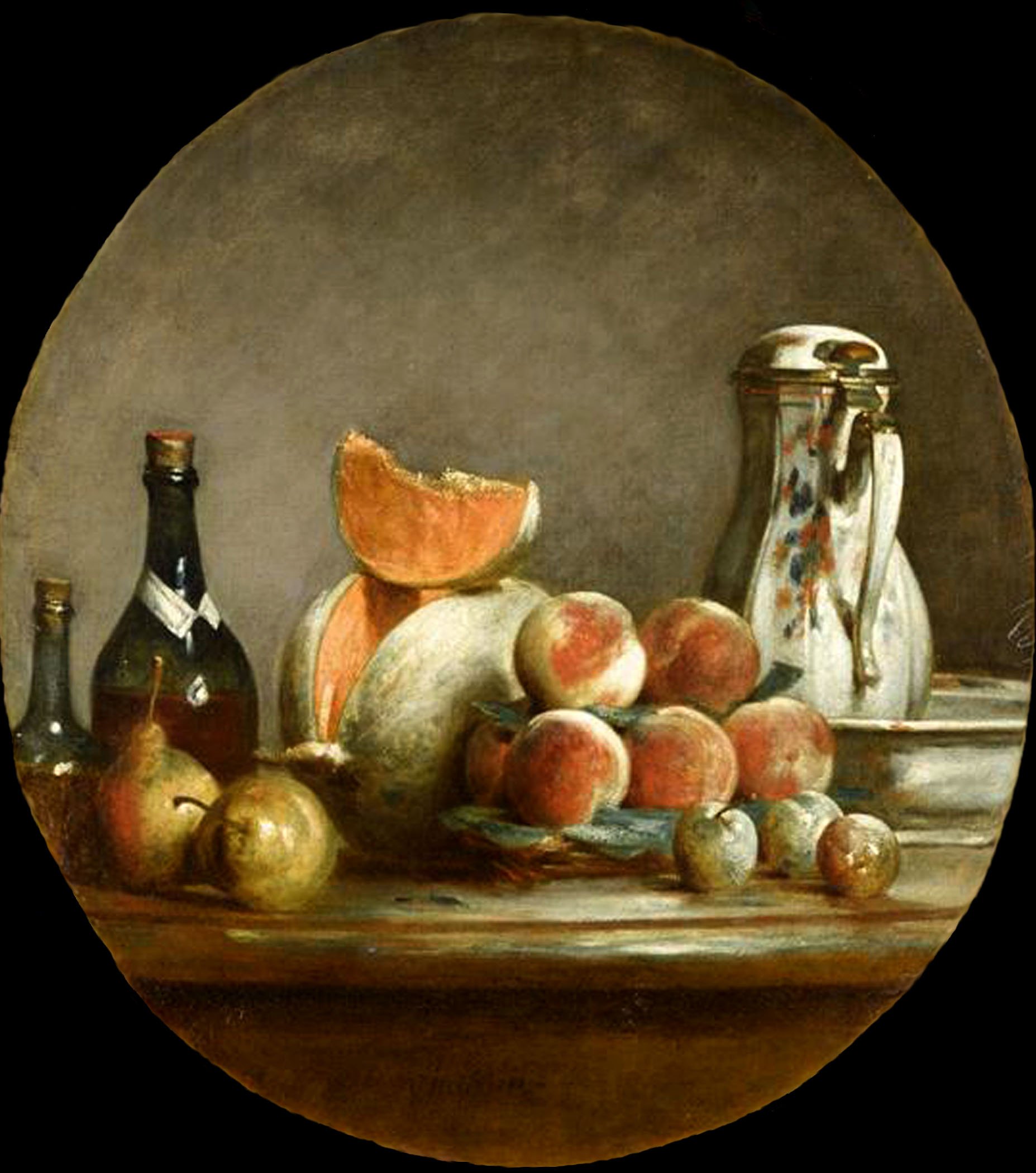
Melon, Poires, Pêches et Prunes, 1763 – Musée du Louvre, Paris.